# Giuseppe Bartolomeo Stoffella della Croce
Bartolomeo Giuseppe Stoffella Dalla Croce (Camposilvano, 23 giugno 1799 – Rovereto, 14 gennaio 1833) è stato un archeologo e storico austriaco.

## Biografia
Nacque il 23 giugno del 1799 a Camposilvano, allora parte della Contea del Tirolo. Dopo gli studi presso l'Imperial Regio Ginnasio di Rovereto, nel 1816 iniziò gli studi di teologia presso l'Università di Padova dove fu discepolo e amico di Antonio Rosmini; nel 1821, a soli 22 anni, ritornò a Rovereto come professore nel Ginnasio. Nel 1820 ricevette gli ordini minori per cui gli rimase l'appellativo di "abate" anche se abbandonò il sacerdozio.
Poliglotta (padroneggiava ben dieci lingue) e promotore di iniziative culturali, inizialmente si occupò di storia locale come testimoniano gli scritti sulla nobile famiglia tirolese dei Castelbarco e sulla storia della valle Vallarsa; poi si dedicò all'archeologia.
Nel 1826 pubblicò il lavoro Sopra i sepolcri scoperti a Rovereto l'anno 1819 sulle tombe romane scoperte a Rovereto. 
A San Pietro ad Ala e a Volano vennero trovate delle pietre miliari romane dalle quali egli dedusse il percorso della strada romana sulla riva sinistra del Valle Adige e dimostrò che l'attuale Ala coincideva con il Palatium romano dell'Itinerario Antonino e questo spiegava i ritrovamenti romani a Rovereto.
Ha completato e pubblicato un lavoro iniziato da Girolamo Tartarotti sul monumento eretto a Trento al poeta Gaio Valerio Marianus. Quando il re di Ungheria, arciduca Ferdinando (più tardi imperatore Ferdinando I, il Buono), visitò l'Alto Adige, ha descritto la processione, la solenne accoglienza e il cammino di Ferdinando attraverso il paese. Nel 1826 ha pubblicato il suo lavoro sulla delimitazione dei confini tra il Tirolo e la zona di Verona nel mondo antico.
Egli ha anche tradotto in italiano il lavoro Restauration der Staats-Wissenschaft dell'avvocato costituzionalista svizzero Karl Ludwig von Haller.
Stoffella ha tenuto conferenze all'Accademia Roveretana degli Agiati sull'epoca romana, su una statua in bronzo di Giove scoperta a Cavedine e scrisse un trattato sui reperti archeologici in Val di Non.
Stoffella era anche redattore capo del quotidiano locale Messaggerie tirolese di Rovereto e un membro fondatore del Tiroler Landesmuseum (Ferdinandeum) di Innsbruck a cui ha lasciato la sua vasta collezione archeologica.

## Opere
- Cenni storici intorno alla famiglia di Castelbarco, Rovereto, 1824.
- Sulla strada nuova di Vallarsa
- Sopra una statuetta di bronzo trovata in Cavedine diocesi di Trento, Rovereto, Stamperia Marchesani, 1825.
- Viaggio antiquario per la valle di Non
- Sopra i sepolcri romani scoperti in Rovereto l'anno 1819, Rovereto, Stamperia Marchesani, 1826.
- Cenni sul libro intitolato: Considerazione di alcune cose contenute nel saggio del sig. professore Stoffella sopra i confini del Veronese e del Trentino, Rovereto, 1827.
- Il Trono del diavolo, Rovereto, 1828.
- Necrologia di Gaetano Tacchi, Rovereto, 1828.